# Salzuit
Salzuit és un municipi francès situat al departament de l'Alt Loira i a la regió d'Alvèrnia-Roine-Alps. L'any 2007 tenia 354 habitants.

## Demografia

### Població
El 2007 la població de fet de Salzuit era de 354 persones. Hi havia 148 famílies de les quals 40 eren unipersonals (8 homes vivint sols i 32 dones vivint soles), 48 parelles sense fills, 48 parelles amb fills i 12 famílies monoparentals amb fills.
La població ha evolucionat segons el següent gràfic:
Habitants censats

### Habitatges
El 2007 hi havia 199 habitatges, 149 eren l'habitatge principal de la família, 37 eren segones residències i 13 estaven desocupats. 186 eren cases i 13 eren apartaments. Dels 149 habitatges principals, 109 estaven ocupats pels seus propietaris, 35 estaven llogats i ocupats pels llogaters i 5 estaven cedits a títol gratuït; 1 tenia dues cambres, 31 en tenien tres, 41 en tenien quatre i 75 en tenien cinc o més. 99 habitatges disposaven pel capbaix d'una plaça de pàrquing. A 64 habitatges hi havia un automòbil i a 67 n'hi havia dos o més.

### Piràmide de població
La piràmide de població per edats i sexe el 2009 era:
| Homes | Edats   | Dones |
| ----- | ------- | ----- |
| 0     | 95 o +  | 0     |
| 0     | 90 a 94 | 0     |
| 0     | 85 a 89 | 4     |
| 4     | 80 a 84 | 12    |
| 4     | 75 a 79 | 12    |
| 8     | 70 a 74 | 8     |
| 4     | 65 a 69 | 8     |
| 4     | 60 a 64 | 4     |
| 4     | 55 a 59 | 4     |
| 20    | 50 a 54 | 12    |
| 16    | 45 a 49 | 20    |
| 8     | 40 a 44 | 4     |
| 16    | 35 a 39 | 8     |
| 16    | 30 a 34 | 20    |
| 16    | 25 a 29 | 8     |
| 12    | 20 a 24 | 4     |
| 0     | 15 a 19 | 20    |
| 12    | 10 a 14 | 4     |
| 24    | 5 a 9   | 16    |
| 12    | 0 a 4   | 4     |

## Economia
El 2007 la població en edat de treballar era de 217 persones, 168 eren actives i 49 eren inactives. De les 168 persones actives 161 estaven ocupades (95 homes i 66 dones) i 7 estaven aturades (3 homes i 4 dones). De les 49 persones inactives 17 estaven jubilades, 11 estaven estudiant i 21 estaven classificades com a «altres inactius».

### Ingressos
El 2009 a Salzuit hi havia 145 unitats fiscals que integraven 341 persones, la mediana anual d'ingressos fiscals per persona era de 14.824 €.

### Activitats econòmiques
Dels 18 establiments que hi havia el 2007, 4 eren d'empreses de fabricació d'altres productes industrials, 6 d'empreses de construcció, 5 d'empreses de comerç i reparació d'automòbils, 1 d'una empresa de transport i 2 d'empreses d'hostatgeria i restauració.
Dels 8 establiments de servei als particulars que hi havia el 2009, 1 era un taller de reparació d'automòbils i de material agrícola, 2 paletes, 2 fusteries, 1 lampisteria, 1 electricista i 1 restaurant.
L'únic establiment comercial que hi havia el 2009 era una adrogueria.
L'any 2000 a Salzuit hi havia 12 explotacions agrícoles.

## Equipaments sanitaris i escolars
El 2009 hi havia una escola elemental.

## Poblacions més properes
El següent diagrama mostra les poblacions més properes.